# André Filipe Magalhães Ribeiro Ferreira
André Filipe Magalhães Ribeiro Ferreira, noto semplicemente come André Ferreira (Vila Nova de Gaia, 29 maggio 1996), è un calciatore portoghese, portiere del Moreirense.

## Carriera

### Club
Cresciuto nel settore giovanile del Benfica, ha esordito con la seconda squadra il 24 novembre 2015 disputando l'incontro di Segunda Liga vinto 2-1 contro l'Oriental Lisbona.

### Nazionale
Ha giocato nella nazionale portoghese Under-18.

## Palmarès

### Club

#### Competizioni nazionali
- Segunda División: 1

Granada: 2022-2023